# Nábrók

Nábrók (låneord som ligbukser, altså "underbukser fra en død") er et par bukser fremstillet af huden fra en død person. I islandsk Folkeminde og heksekunst er ligbukser i stand til at producere en uendelig mængde af penge, hvilket gør det usandsynligt at denne type bukser nogensinde har eksisteret uden for folkemindet.

## Ritual
Ritualet for at fremstille et par nábrók er som følger:
 Hvis du ønsker at lave dine egne nábrók, skal du indhente tilladelse fra en levende mand til at bruge hans hud efter hans død.
Efter han er blevet begravet, skal du grave ham op og flå huden af liget i ét stykke fra taljen og ned. Så snart du ifører dig bukserne, vil de sætte sig fast på din egen hud. En mønt skal stjæles fra en fattig enke og placeres i skridtet sammen med et islandsk magisk symbol, nábrókarstafur, skrevet på et stykke papir. Derved vil mønten tiltrække penge til skridtet, således at det aldrig vil blive tomt, så længe den oprindelige mønt ikke bliver fjernet. For at sikre frelse må ejeren overbevise en anden om at overtage bukserne og tage dem på så snart han tager dem af. Ligbukser vil således bibeholde sin penge-samlende egenskab i generationer.